# معهد أوبينسك لهندسة الطاقة النووية

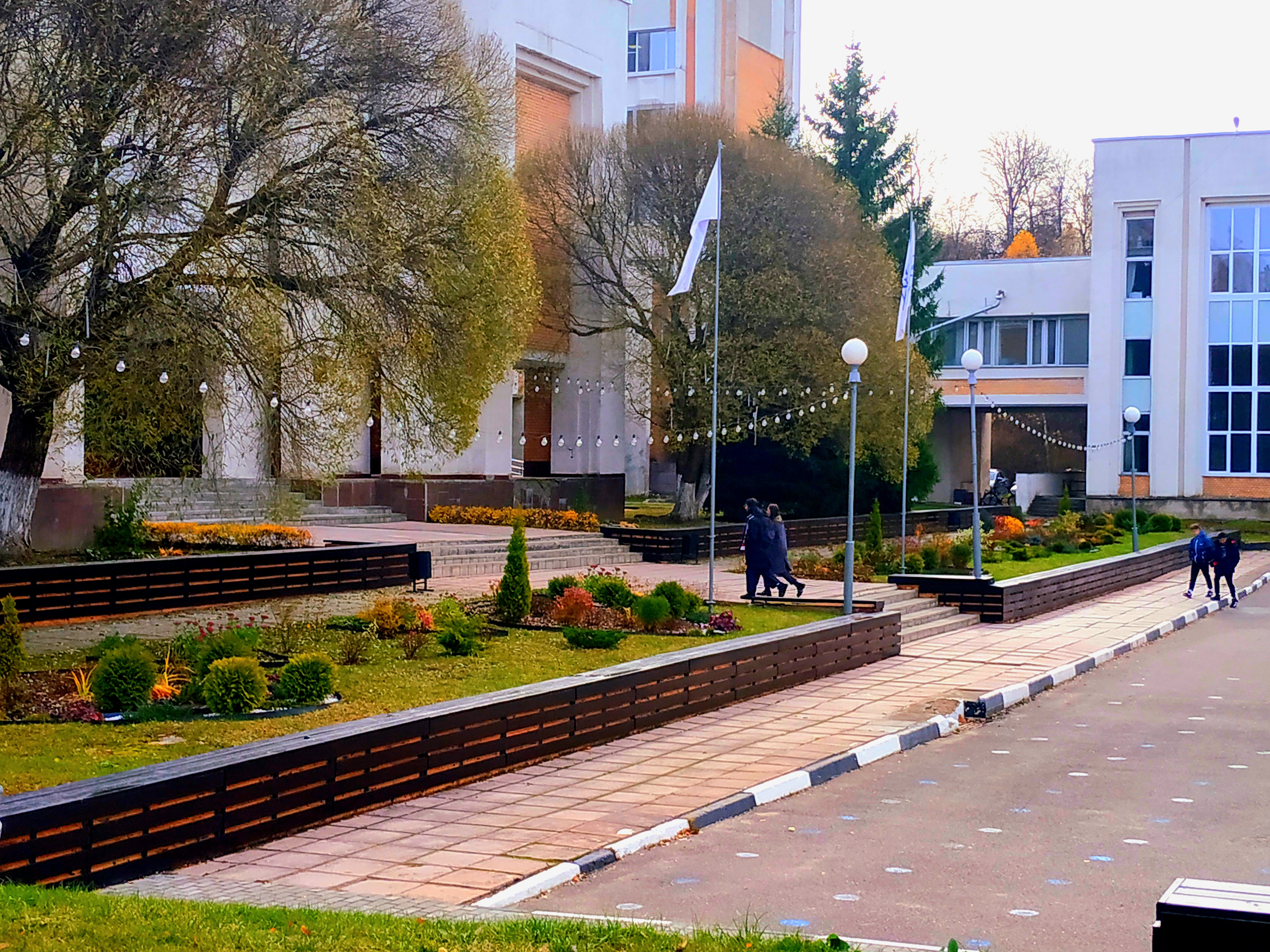

معهد أوبينسك لهندسة الطاقة النووية هو مؤسسة للتعليم العالي تقع في أوبينسك حيث بدأت كفرع من معهد موسكو للفيزياء والهندسة في عام 1953 لتزويد المتخصصين في مجال الفيزياء النووية وفيزياء المفاعلات وهندسة المفاعلات للصناعة النووية المتنامية للاتحاد السوفيتي السابق حيث تم توفير التعليم بالتعاون الوثيق مع المؤسسات البحثية ذات الصلة بالطاقة النووية الموجودة في أوبينسك.

## نبذة
في عام 1985 تم تغيير وضع معهد أوبينسك لهندسة الطاقة النووية ليكون المؤسسة التعليمية الرائدة لتدريب المتخصصين على تطوير الطاقة النووية بسرعة في بلدان الكتلة السوفيتية السابقة.
في عام 2002 أصبح كلية جامعية تقنية حكومية. في الفترة 2002-2009 عملت كجامعة أوبينسك التقنية الحكومية لهندسة الطاقة النووية.
في عام 2009 تم دمج جامعة أوبينسك التقنية الحكومية لهندسة الطاقة النووية إلى الجامعة الوطنية للبحوث النووية.